# Urgleptes clarkei
Urgleptes clarkei es una especie de escarabajo longicornio del género Urgleptes, tribu Acanthocinini, subfamilia Lamiinae. Fue descrita científicamente por Chemsak en 1966.

## Descripción
Mide 3,5-4 milímetros de longitud.

## Distribución
Se distribuye por Antigua y Barbuda e Islas Vírgenes Británicas.